# Киевский сельсовет (Московская область)
Киевский сельсовет — упразднённая административно-территориальная единица, существовавшая на территории Тверской губернии и Московской области до 1954 года.
Мазловский сельсовет до 1929 года входил в Микулинскую волость Тверского уезда Тверской губернии. В 1929 году Мазловский с/с был переименован в Киевский сельсовет и отнесён к Лотошинскому району Московского округа Московской области.
14 июня 1954 года Киевский с/с был упразднён, а его территория в полном составе передана в Шестаковский с/с.